# Glavni štab Narodnoosvobodilne vojske in partizanskih odredov Slovenije
Glavni štab Narodnoosvobodilne vojske in partizanskih odredov Slovenije (okrajšano Glavni štab NOV in POS; kratica GŠ NOV in POS) je bil najvišji štab, ki je nadzoroval in usmerjal partizanske enote Narodnoosvobodilne vojske in partizanskih odredov Slovenije.
Podrejen je bil Vrhovnemu štabu Narodnoosvobodilne vojske in partizanskih odredov Jugoslavije.

## Zgodovina
Štab je bil ustanovljen 22. junija 1941 v Ljubljani, njegovo prvotno ime pa je bilo Vrhovno poveljstvo slovenskih partizanskih čet. Osnovni del tega poveljstva je bila Vojaška komisija pri CK KPS. Septembra 1941 se je poveljstvo preimenovalo v Glavno poveljstvo slovenskih partizanskih čet. Ime se je obdržalo vse do konca leta 1942, ko so začeli uporabljati ime Glavno poveljstvo slovenske narodnoosvobodilne vojske. Ime organa so spet spremenili v začetku leta 1943, ko so ustanovili Glavno poveljstvo slovenske narodnoosvobodilne vojske in partizanskih odredov Slovenije, maja 1943 pa so ga preimenovali v Glavni štab Narodnoosvobodilne vojske in partizanskih odredov Slovenije. To ime se je obdržalo skoraj do konca vojne, saj so šele marca 1945 štab preimenovali v Glavni štab JA za Slovenijo. Tega so dokončno ukinili 18. maja 1945.
Do sredine leta 1943 je bil GŠ neposredno podrejen IO OF, od takrat naprej pa je starešine neposredno imenoval Vrhovni štab narodnoosvobodilne vojske in partizanskih odredov Jugoslavije. Sedež štaba je bil sprva v Ljubljani, maja 1942 pa se je preselil v Kočevski Rog. Tam je deloval do novembra 1942, ko se je moral umakniti v Polhograjske dolomite. Tam je štab deloval od novembra 1942 do aprila 1943, nato pa se je vrnil v Kočevski Rog. 
Po kapitulaciji Italije in začetku nemške ofenzivne operacije Wolkenbruch se je moral štab večkrat preseliti. Sedež štaba je bil tako v gradu v Soteski, Pribišju, Kotu pri Semiču, Črmošnjicah, Dragatušu, Lokvah pri Črnomlju, nekaj časa pa je deloval tudi v Trstu.
Glavni štab je izdajal svoje glasilo Slovenski partizan oziroma Naša vojska.

## Funkcije
Poveljnik:
- Franc Leskošek - Luka (Peter Strugar): 22.6.1941 - 1.10.1942
- Ivan Maček - Matija (Jernej Posavec): 1.10.1942 - 13.7.1943
- Franc Rozman - Stane (Mlinar): 13.7.1943 - 7.11.1944 (†)
- Dušan Kveder - Tomaž (Poljanec): november 1944 - 1.5.1945

Politični komisar:
- Boris Kidrič - Peter (Kalan): 22.6.1941-half 7/41
- Miha Marinko: julij 1941 - avgust 1941
- Boris Kidrič - Peter (Kalan): avgust 1941 - oktober 1941
- Miha Marinko: oktober 1941 - 10.12.1941
- Boris Kidrič - Peter (Kalan): 12/41 - 3/42
- Ivan Maček-Matija (Jernej Posavec): 3/42 – 1.10.1942
- Boris Kidrič - Peter (Kalan): 1.10.1942 - 23.5.1943
- Boris Kraigher - Janez (Zidar): 23.5.1943 - 16.10.1944
- Boris Kidrič - Peter (Kalan): 18.10.1944 - 26.3.1945
- Viktor Avbelj - Rudi: 26.3.1945 - 7.5.1945

Namestnik poveljnika:
- dr. Aleš Bebler - Primož (Andrej Tratnik): 22.6.1941 - 1.19.1942
- Jaka Avšič - Branko Hrast: 1.10.1942 - 30.11.1944

Namestnik političnega komisarja:
- Ivan Kavčič - Nande: 23.5.1943 - 30.7.1943
- Viktor Avbelj - Rudi: 14.8.1943 - 9.9.1944

Načelnik štaba:
- Milovan Šaranović: 23.5.1943 - 30.7.1943 (†)
- Dušan Kveder - Tomaž (Poljanec): 14.12.1943 - julij 1944
- Lado Ambrožič - Novljan (Jure): 30.8.1944 - 4.11.1944
- Mile Kilibarda: 10.11.1944 - 15.5.1945

## Organi
GŠ je skozi vojno ustanavljal svoje organe in oddelke:
- glavni obveščevalni center (februar 1943)
- operativni oddelek z odseki(junij 1943)
  - kadrovski odsek
  - odsek za propagando in statistiko
  - odsek za zveze
  - odsek za saniteto
  - sodni odsek
  - ekonomski odsek
- organizacijski oddelek (avgust 1943)
- oficirska šola (avgust 1943)
- oddelek za zvezo (sredina 1944)
- operativni, obveščevalni, šifrerski, prometno-tehnični, ekonomski, sanitetni, veterinarski, propagandni, personalni ter sodni in politični odsek (sredina 1944)
- geodetska sekcija (sredina 1944)
- referat za letalstvo (sredina 1944)
- verski referent (sredina 1944)
- oficir za zveze z vojaškimi misijami (sredina 1944)
- Oficirska šola (sredina 1944)
- Baza GŠS v Dalmaciji (sredina 1944)